# Nenia (mitologia rzymska)
Nenia – w starożytnym Rzymie bogini żalów i skarg.
Jej świątynia znajdowała się przy Porta Viminalis.